# Tenthredo bipunctula
Tenthredo bipunctula är en stekelart som beskrevs av Johann Christoph Friedrich Klug 1817. Tenthredo bipunctula ingår i släktet Tenthredo, och familjen bladsteklar. Arten är reproducerande i Sverige.